# Giulio Sanguineti

Bischofswappen von Giulio Sanguineti

Giulio Sanguineti (* 20. Februar 1932 in Lavagna, Metropolitanstadt Genua, Italien) ist Altbischof von Brescia.

## Leben
Giulio Sanguineti empfing am 29. Mai 1955 die Priesterweihe und wurde in den Klerus des Bistums Chiavari inkardiniert. Dort war er unter anderem Vizerektor des Priesterseminars, ehe er 1966 Generalvikar der Diözese wurde.
Papst Johannes Paul II. ernannte ihn am 15. Dezember 1980 zum Bischof von Savona e Noli. Der Papst persönlich spendete ihm am 6. Januar des nächsten Jahres die Bischofsweihe; Mitkonsekratoren waren Erzbischof Giovanni Canestri, Weihbischof in Rom, sowie Belchior Joaquim da Silva Neto CM, Bischof von Luz.
Am 7. Dezember 1989 wurde er zum Bischof von La Spezia-Sarzana-Brugnato ernannt. Er war zudem Vorsitzender des Verwaltungsrats der Zeitschrift Avvenire. 1995 wurde Sanguineti in der Italienischen Bischofskonferenz Präsident der Kommission für Kultur und Massenmedien, was er bis 2000 blieb. Am 19. Dezember 1998 wurde er zum Bischof von Brescia ernannt. 
Am 19. Juli 2007 nahm Papst Benedikt XVI. sein altersbedingtes Rücktrittsgesuch an.